# Jack Verstappen
Jack Verstappen  (Antwerpen, 3 september 1915 – Beveren-aan-de-IJzer, 25 maart 2002) was een Belgisch volkskundige en schrijver.

## Levensloop
Jack Verstappen, getrouwd met Georgette Broeders, was een voorbeeld van veelzijdigheid en versatiliteit, zowel in zijn activiteiten als in zijn publicaties.
Na in Antwerpen privéonderwijs te hebben gevolgd in muziek en zang en daar kunstgeschiedenis te hebben gestudeerd en aan de High School in Aberdeen literatuur was hij onder meer:
- journalist (1934–1940),
- kunstzanger (1941–1945),
- freelancemedewerker aan de BRT (1955–1962),
- hotelier in Blankenberge (1953–?).

Begin jaren vijftig verkaste hij naar West-Vlaanderen en werd bestuurslid van de Vereniging van West-Vlaamse schrijvers. In Blankenberge stichtte hij de Uitgeverij Saeftinge. Van 1963 tot 1970 was hij redactiesecretaris van het door hem opgerichte tijdschrift Trefpunt, waarin heel wat West-Vlamingen publiceerden.
Na het beëindigen van zijn beroepsactiviteiten, verhuisde hij naar Beveren-aan-de-IJzer, waar hij tot zijn overlijden nog een aantal jaren actief bleef.

## Publicaties
Het uitgebreide oeuvre van Jack Verstappen telt honderdvijftig titels waaronder:
- De man met de rode fez, luisterspel, 1938.
- Anoushka, libretto voor operette, 1946, muziek van Auguste Fierens.
- Klaartje van Volendam, libretto voor operette, 1948, muziek van Jef De Winter.
- Schipper naast Mathilde, 15 afleveringen van tv-feuilleton, jaren 1950.
- Slapen met bedrog, verhalen, 1962.
- Volkszangers in Antwerpse café-chantants, 1963.
- Korrels zand, poëzie, 1965.
- Nachtelijke patrouille, jeugdboek, 1967.
- 70 jaar Antwerpse poesje, 1970.
- Kadodderke, 1970.
- Vlaamse Volkshumor, 1970.
- Spelemeien aan zee (...) Volkskundige en toeristische informaties van en over het Belgische kustland, 1971.
- De laatste keizer, 1971.
- Er loopt een spoor van bloed, roman, 1973.
- Soldaten in huis, toneel, 1974.
- Antwerpen, waar is de tijd, 1976.
- Het bier in het volksleven, 1977.
- Carnaval in België, 1978.
- De Vlaamse ziel van Brussel, 1979.
- 150 jaar volksleven (1830-1980), 1980.
- Folkloristisch kruiden- en plantenboek, 1981.
- Volksleven rond Antwerpse café-chantants, 1983.
- Moord en brand over Antwerpen, 1986.
- Lexicon van Vlaamse toneelschrijvers, Uitgever IJzerweelde, Davidsfonds, 1995.
- Encyclopedie van het Antwerpse toneel- en muziekleven, z.d.
- Mysterie & misdaad over Vlaanderen, z.d.
- Roversbenden in Vlaanderen, z.d.